# TT201
La tombe thébaine TT 201 est située à El-Khokha, dans la nécropole thébaine, sur la rive ouest du Nil, face à Louxor en Égypte.
C'est la sépulture de Rê (Rˁ), datant des règnes de Thoutmôsis IV à Amenhotep III (XVIIIe dynastie).